# Wulfila gracilipes
Wulfila gracilipes là một loài nhện trong họ Anyphaenidae.
Loài này thuộc chi Wulfila. Wulfila gracilipes được Richard C. Banks miêu tả năm 1903.